# Citi Open 2015
Die Citi Open 2015 waren ein Tennisturnier der WTA Tour 2015 für Damen und ein Tennisturnier der ATP World Tour 2015 für Herren, welche zeitgleich vom 1. bis zum 9. August 2015 in Washington, D.C. stattfanden.

## Herrenturnier
→ Qualifikation: Citi Open 2015/Herren/Qualifikation

## Damenturnier
→ Qualifikation: Citi Open 2015/Damen/Qualifikation